# The Sacrament
"The Sacrament" es una canción de la banda finlandesa HIM lanzada en el 2003. Es la sexta canción y el tercer sencillo del álbum Love Metal. El video musical fue creado por Bam Margera.

## Versiones del sencillo
Todas las letras escritas por Ville Valo, toda la música compuesta por HIM. 
| The Sacrament / Versión estándar (Finlandia y Alemania) |                                    |          |  |
| N.º                                                     | Título                             | Duración |  |
| 1.                                                      | «The Sacrament» (radio edit)       | 3:30     |  |
| 2.                                                      | «Buried Alive By Love» (live)      | 4:58     |  |
| 3.                                                      | «The Sacrament» (versión acústica) | 3:08     |  |

Todas las letras escritas por Ville Valo, toda la música compuesta por HIM. 
| The Sacrament / Digipak - EP (Finlandia y Alemania) |                                              |          |  |
| N.º                                                 | Título                                       | Duración |  |
| 1.                                                  | «The Sacrament» (radio edit)                 | 3:30     |  |
| 2.                                                  | «Buried Alive By Love» (live)                | 4:58     |  |
| 3.                                                  | «The Sacrament» (versión acústica)           | 3:08     |  |
| 4.                                                  | «Buried Alive By Love» (Deliverance version) | 6:04     |  |
| 5.                                                  | «The Sacrament» (Dysrhythim Remix)           | 4:43     |  |
| 6.                                                  | «The Sacrament» (video musical)              | 3:30     |  |

Todas las letras escritas por Ville Valo, toda la música compuesta por HIM. 
| The Sacrament / Versión para Reino Unido CD 1 |                                            |          |  |
| N.º                                           | Título                                     | Duración |  |
| 1.                                            | «The Sacrament» (radio edit)               | 3:30     |  |
| 2.                                            | «Sigillum Diaboli»                         | 3:53     |  |
| 3.                                            | «One Last Time»                            | 5:10     |  |
| 4.                                            | «The Sacrament» (video musical)            | 3:30     |  |
| 5.                                            | «Galería fotográfica»                      |          |  |
| 6.                                            | «Soul On Fire» ([Video - Live In Hamburg]) | 2:00     |  |
| 7.                                            | «Fanbase Names Part 1st»                   |          |  |

Todas las letras escritas por Ville Valo, toda la música compuesta por HIM. 
| The Sacrament / Versión para Reino Unido CD 2 |                                                 |          |  |
| N.º                                           | Título                                          | Duración |  |
| 1.                                            | «The Sacrament» (radio edit)                    | 3:30     |  |
| 2.                                            | «Again»                                         | 3:29     |  |
| 3.                                            | «In Joy & Sorrow» (versión acústica)            | 5:02     |  |
| 4.                                            | «In Joy & Sorrow» (video musical)               | 3:33     |  |
| 5.                                            | «Galería fotográfica»                           |          |  |
| 6.                                            | «Beyond Redemption» ([Video - Live In Hamburg]) | 2:00     |  |
| 7.                                            | «Fanbase Names Part 2nd»                        |          |  |